# 振興里 (員林市)
振興里位於台灣彰化縣員林市東郊的百果山麓之下，東鄰出水里，西面接崙雅里，東北與大峰里為界，並與湖水里相壤，北接鎮興里，南與林厝里所相隔。地理環境東西較窄而南北呈狹長，居民約七百戶，人口近四千人餘。

## 外部連結
- 員林市公所-振興里長 （页面存档备份，存于）